# Magi
Magi (яп. マギ Маги) — манга, автором и иллюстратором которой является Синобу Отака. Начала выпускаться в журнале Weekly Shōnen Sunday в июне 2009 года. По данным на октябрь 2013 года, издательством Shogakukan было выпущено 18 томов манги. Аниме-сериал, созданный по мотивам манги студией A-1 Pictures, начал транслироваться в Японии с 7 октября 2012 года. Сериал был лицензирован компанией Aniplex USA для показа на территории США, компанией Viz Media Europe в Европе и Madman Entertainment в Австралии. Фундаментом для сюжета послужили арабские сказки из сборника 1000 и 1 ночь. Хотя слово маги созвучно со словом маг (волшебник), на самом деле оно происходит из греко-персидского слова, означающее «пророк» или «мудрец».

## Сюжет
Действие происходит в альтернативном мире, похожем на древнюю и средневековую эпохи Земли. На западе располагаются государства наподобие Ближнего Востока и Европы, однако их свободе угрожает дальневосточная империя Ко, подобная древнему Китаю.
Ко, которая ещё недавно была маленькой и нестабильной империей, стремительно расширяет свои границы, поэтапно захватывает экономику запада вводя свою бумажную валюту и делает эти разобщенные государства зависимыми.
За 12 лет до главных событий по всему миру стали появляться странные башни-подземелья, которые давали прошедшему их несметные сокровища и силу джинна. Многие храбрецы отправлялись в подземелья, однако практически никто из них не вернулся: в подземелье каждого поджидают смертельные ловушки, от которых не спасет даже армия приспешников.
Алибаба — сбежавший принц Балбадда, работающий на скупого торговца и мечтающий однажды покорить подземелье. За ним начинает следовать мальчик Аладдин, управляющий джинном, и, как позже выясняется, «маги» — избранный самой Рух, которому суждено избрать будущего короля. Вместе они отправляются в одно из подземелий и заполучают заветное сокровище. После чего следуют навстречу своей судьбе.
Однако Аладдин и Алибаба пока не знают, что вскоре встанут на пути зловещей организации Аль Сармен, которая манипулирует империей Ко и намерена ввергнуть мир в хаос. Объединив свои силы с освобождённой рабыней Морджанной, мореходом Синдбадом и его советниками, а также наследником престола Ко Хакурю, главным героям предстоит познать себя, свои силы, и стать свидетелями разгорающегося военного конфликта.

## Список персонажей

### Главные герои
Алибаба Салуджа (яп. アリババ・サルージャ Арибаба Сару:дзя) — главный герой истории, принц-полукровка, и наследник престола Балбадда, выросший в трущобах. Ему 18 лет. Находит себе последователя в лице Аладдина, и овладевает сосудом Джинна по имени Амон.
Сэйю: Юки Кадзи
Аладдин (яп. アラジン Арадзин) — главный герой истории, родом из Альма-Торан, наивный и одновременно мудрый. Ему 12 лет. Всегда стремится найти мирные решения в конфликте. Является воплощением короля Соломона в своем мире и его сыном. Он — маги, и изначально волшебник первого типа (огненный, «красный» волшебник); на данный момент владеет магией воды, воздуха, огня, гравитации.
Сэйю: Каори Исихара
Морджана (яп. モルジアナ Морудзиана) — девушка из племени Фаналис, обладает врожденной колоссальной физической силой, как и все фаналисы. Ей 13 лет. После того, как оказывается освобождённой, начинает следовать за Алибабой и Аладдином.
Сэйю: Харука Томацу
Синдбад (яп. シンドバッド Синдобаддо) — король Синдории и лидер Альянса Семи Морей. Ему 29 лет. Известен как легендарный покоритель лабиринтов, ему было всего 14 лет, когда он впервые покорил башню, где ранее погибли 12 000 смельчаков. Родом из Партевии, из бедной семьи. По мере развития сюжета помогает главным героям.
Сэйю: Дайсукэ Оно

## Манга
Манга была написана и нарисована Синобу Отакой. Начала выпускаться в журнале Weekly Shōnen Sunday 3 июня 2009 года. Первый том манги был выпущен 18 декабря 2009 года, а в октябре 2012 года были выпущены 14 томов.
Все главы манги обозначают каждую «ночь», что является отсылкой и известному сборнику арабских сказок Тысяча и одна ночь.
31 марта 2013 года стало известно, что Синобу Отака, автор манги собирается выпускать параллельно новую мангу, где главным персонажем станет Синдбад, о том, как он из нищего мальчика превратился в легендарного короля 7 морей и покорителя подземелий.

## Аниме
Информация о выпуске аниме-адаптации появилась на официальном сайте, посвящённой летней выставке Jisedai World Hobby, организованной Shogakukan. Аниме-сериал, выпущенный студией A-1 Pictures начал транслироваться в Японии с 7 октября 2012 года, сразу после трансляции аниме-сериала Mobile Suit Gundam AGE по телеканалам MBS/TBS в 17.00. Сериал также официально доступен для просмотра на американских сайтах Crunchyroll и Hulu. Сериал был лицензирован компанией Aniplex USA для показа на территории США, компанией Viz Media Europe в Европе, и компанией Madman Entertainment для Австралии.
Открытие к первым 12 сериям «V.I.P.» исполняет SID, а концовку «Yubi Bouenkyou» исполняет Nogizaka46. Открытие к последним сериям «Matataku Hoshi no Shita de» исполняет Porno Graffitti, а концовку «The Bravery» исполняет Supercell. 30 марта 2013 года в 2013 году вышел 2 сезон аниме-сериала, где действие происходило в вымышленном государстве Магноштадт.
Открытием к первым сериям второго сезона будет композиция «Anniversary» группы SID, а к последним − композиция «光 -HIKARI-» группы ViViD.
Так же, вышло 5 OVA серий, повествующих о приключениях Синдбада в юности, в которых рассказывается, как он покорил лабиринт и стал первым владельцем сосуда джина.

## Список серий аниме

### Первый сезон
| 1 | Аладдин и Алибаба «Арадзин то Арибаба» (アラジンとアリババ)                | 7 октября 2012  |
| Мальчик по имени Аладдин просит джинна Уго исполнить его желание. Вскоре после этого герой встречает Алибабу, юношу, работающего на жадного купца и мечтающего о власти и богатстве, которые тот может обрести, покорив таинственные Лабиринты. На улице они встречают рабыню Морджану из племени фаналис. Спасая её от гнева хозяина, Аладдин использует свои волшебные способности. Увидев это, Алибаба решает сблизиться с магом и воспользоваться его скрытой силой, чтобы пройти Подземелье. Когда главные герои отправляются с караваном в другой город, на них нападает растение-монстр, которое чуть не поедает Морджану с девочкой. Вместе с джинном Аладдина их спасает Алибаба, осознавший, что его истинным намерением было не прохождение сокровищницы, а преодоление собственной безнадежности. Желание мальчика исполняется в тот момент, когда Алибаба соглашается стать его другом. |                                                                            |                 |
| 2 | Путь в Лабиринт «Дандзён Кумикёку (Мэйкю: Кумикёку)» (迷宮組曲)            | 14 октября 2012 |
| Алибаба и Аладдин отправляются внутрь Лабиринта, где сталкиваются со смертельно опасными ловушками. Позже им на путь встаёт Джамиль, местный принц, в сопровождении рабов — Морджаны и Голтаса. Джамиль думает, что Алибаба погиб, но на самом деле тот нашёл правильную дорогу к цели. |                                                                            |                 |
| 3 | Магия свершения «Со:сэй но Махо:цукай» (創世の魔法使い)                    | 21 октября 2012 |
| Алибаба и Аладдин добираются до вершины башни, вслед за ними приходят Джамиль с Морджаной и Голтасом. Джамиль в припадке ярости нападает на Алибабу, но терпит поражение, однако парня сокрушает Морджана по приказу Джамиля. В бой вмешивается Аладдин, демонстрируя свою магию и обездвижел Морджану. Позже всем является старый джинн Амон, который объясняет, что Алибаба избран стать правителем а Аладдин является «Маги». Однако башня начинает разрушаться, Алибаба, Аладдин и Морджана спасаются через портал, а Голтас с Джамилем остаются — погибая. Старый джинн вселяется в нож Алибабы. Аладдин попадает на дальний восток. |                                                                            |                 |
| 4 | Жители равнин «Со:гэн на Тами» (草原の民)                                  | 28 октября 2012 |
| Алибаба раздаёт всё золото, чтобы выкупить рабов в городе и освободить их. Аладдина подбирает племя кочевников Кога, (аналог племени Монголов) и узнаёт, их их свободе грозит империя Ко (аналог китайской империи Цинь), которая угрожает истребить племя, однако принцесса империи Хакуэй Рэн желает решить проблему мирным путём, в то время, как военачальник жаждет войны. Он вместе со своей свитой нападает ночью на деревню, украв девушек из племени. Однако их спасают молодые войны Кога, после чего, шамана племени — Сяган смертельно ранят в спину. В результате племя решает пойти на войска Ко войной. |                                                                            |                 |
| 5 | Хранитель подземелья «Дандзён Ко:рякуся (Мэйкю: Ко:рякуся)» (迷宮攻略者)   | 4 ноября 2012   |
| Принцесса Хакуэй, осознав сложную ситуацию, решает с дипломатической миссией отправился в одиночку к племени Кога, те встречают её враждебно, но видят искренность девушки, желаемой решить все конфликты миром. Старейшина клана Сяган соглашается, что племя станет частью империи, но при этом империя соглашается больше не трогать её племя. Тем временем военачальник собирает армию, чтобы истребить племя, и им на встречу встаёт принцесса Хакуэй, однако которую военачальник не желает слушать, он намеревается убить принцессу, инсценировав это как несчастный случай, однако Хакуэй применяет магию ветра, но всё равно терпит поражение. Её спасает Аладдин, разгромив армию с джинном. Позже выясняется, что Хакуэй тоже заключила договор с Джинном, вторая рассказывает, что у империи Ко есть тоже свой Маги, который избирает императора. Аладдин вместе с караваном отправляется на запад домой. |                                                                            |                 |
| 6 | Воинственное племя Фаналис «Сэнто: Миндзоку Фанарису» (戦闘民族ファナリス) | 11 ноября 2012  |
| Теперь свободная Морджана путешествует с караваном, чтобы вернуться на родину. Она попадает в город, который захвачен бандитами, так как они устроили перевал на единственном пути в Балбадд, из которого на морском судне можно добраться до родины земель Морджаны, караван решает изменить маршрут в другой город. Морджана, чтобы не допустить этого, решает перебить всех бандитов, но её хватает рабовладелец, и заключает в цепи. В темнице Морджана встречает девочку, которая вскоре заболевает, и рабовладелец решает скормить её гиенам, но в критический момент Морджана пробуждает в себе новые способности, отпугнув гиен и бандитов создавшимся ультразвуком. Рабовладелец выпускает саблезубых тигров, но Морджана их всех убивает, она также освобождает всех рабов. Морджана встречает Аладдина и отправляется с ним в Балбадд. |                                                                            |                 |
| 7 | Его имя — Синдбад «Соно На ва Синдобаддо» (その名はシンドバッド)           | 18 ноября 2012  |
| Аладдин и Морджана отправляются в Балбадд, по пути они встречают обворованного мужчину. Он приглашает их жить бесплатно в роскошный отель. Там они узнают, что в городе орудует банда туманов, которая, создавая туман обворовывает богачей и раздаёт деньги бедным, тем самым разжигая сепаратистские настроения среди бедняков Балбадда. Позже главные герои узнают, что странный незнакомец, сопровождающий их является Синдбадом, легендарным мореходцем и королём Синдории. Вместе они решают выследить бандитов, которые в очередной раз решили напасть на богача, Аладдин во время боя видит, что во главе бандитов стоит… Алибаба. |                                                                            |                 |
| 8 | Нарушенное обещание «Маморэнай якусоку» (守れない約束)                     | 25 ноября 2012  |
| Морджана крадёт Алибабу из логова банды и приводит к Аладдину. Они мирно встречаются, Алибаба узнаёт, что из-за его банды экономика Балбадда стала слабой и попала под зависимость империи Ко, которая намеревается распространять своё влияние по всему миру и уже ввела в городе свою валюту. Алибаба рассказал, что в детстве жил в нищем квартале с матерью-проституткой. Он дружил с Касимом, чей отец издевался над Касимом и сестрой. Позже их приютила мать, но вскоре умерла от болезни. Позже за Алибабой прибыл король Балбадда, который заявил, что Алибаба его незаконный сын и взял воспитывать в дворец, так как не считал, что его законные сыновья способны управлять праведно. Подросший Алибаба снова вошёл в контакт с Касимом, но тот, делая вид, что рад видеть его, выследил его с бандой, разграбил дворец, и поджёг его. Отец Алибабы погиб, а самого парня похитили, но он сбежал. |                                                                            |                 |
| 9 | Долг принца «О:дзи но сэкинин» (王子の責任)                                | 02 декабря 2012 |
| Согласно прошлому Алибабы, он бежал из Балбадда и попал в армию оазиса, чтобы копить деньги, и тогда обзавёлся мечтой попасть в башню и позже встретился с Аладдином. После того, как Алибаба вернулся в Балбадд, он узнал, что банда, во главе с Касимом наводит страх в городе. Касим рассказал, что когда Алибаба покинул трущобы, то началась эпидемия страшной болезни и вместо того, чтобы лечить людей, власти изолировали трущобы и отрезали от внешнего мира, а после того, как практически все люди умерли, сожгли трущобы. Так Касим решил создать банду, которая будет бороться с прогнившим в коррупции государством и так Алибаба вступил в банду. После рассказа Алибабы, на замок нападают его разбойники, но терпят поражение от Синдбада, который принимает необычное решение, вступить в банду. А Алибаба решает заключить сделку со сводным братом Абмадом — султаном, что если он покончит к коррупцией и наведёт порядок в стране, то Алибаба распустит банду, но султан не желает видеть Алибабу и приказывает выгнать его из замка. Тем временем Аладдин видит мимо проходящего маги с чёрным светом. |                                                                            |                 |
| 10 | Моё имя — Джудар «Соно На ва Дзюдару» (その名はジュダル)                   | 09 декабря 2012 |
| После провала переговоров, Касим уходит из банды, уведя с собой значительную часть членов. Главным героем является Джудар, другой маги, он устраивает поединок с Аладдином, показывая высшие навыки магии, сам Аладдин призывает джинна по имени Уго, который после длительной схватки одерживает победу над Джударом, однако сам серьёзно ранен. Джудар во время схватки утверждал, что джинн получал каким то образом инородный источник силы (не от Аладдина). |                                                                            |                 |
| 11 | Новый гость «Арата нару Райхо:ся» (新たなる来訪者)                         | 16 декабря 2012 |
| Джинн решает добить полумёртвого Джудара, но вмешивается принцесса империи Ко, которая смертельно ранит джинна и забирает Джудара и заодно решает убить всех людей, которой ей попались на глаза, но её останавливает Синдбад, и после того, как она узнаёт, кто он, быстро отзывает свою свиту и покидает город. Аладдин истощён, так как потратил слишком много магии. Тем временем лично к Алибабе прибывает Генерал Баркак с советником султана — Сабмадом. Тот лично просит остановить любыми способами султана, так как согласно прошлому, город Балбадд процветал, но после прихода к власти Абмада, к нему явился таинственный финансовый советник, который предложил заменить в качестве платы металл на бумажные деньги, привезённые из империи Ко, как более экономный ресурс, нежели золото и серебро. Султан согласился, однако экономика города стала нестабильной и оказалась в зависимой ловушке империи Ко, началась быстрая инфляция и народ становился всё более нищим. Само государство повязло в долгах, а коррупция при Абмаде продолжала расти. Так султан, чтобы попробовать погасить долги, принял новый закон о так называемых «правах на людей», чтобы продавать жителей Балбадда в качестве рабов. И по этой причине его советник прибыл лично к банде, чтобы те любыми способами остановили султана. |                                                                            |                 |
| 12 | Разлад и решимость «Кэцуи то Кэцубэцу» (決意と決別)                        | 23 декабря 2012 |
| Становится известно, что султан Абмад через 5 дней женится на принцессе империи Ко и новый закон, позволяющий продавать жителей Балбадда, вступит в закон. Синдбад утверждает, что именно Алибаба способен остановить султана и сам обязан стать правителем. Позже Алибаба оказывается в логове банды во главе с Касимом, который уже знает о рабском законе и заключив договор с продавцом магического оружия намеревается поднять восстание, однако с ним не соглашается Алибаба, который верит, что можно найти другой и мирный путь. Алибаба просит Синдбада научить его призывать джинна. Следующим утром Алибаба внезапно отправляется в замок. |                                                                            |                 |
| 13 | Принц Восстания «Хангяку но О:дзи» (反逆の王子)                            | 6 января 2013   |
| Алибаба вторгается в замок, и по приказу Абмада, на него по очереди нападают сильнейшие войны — полуживотные, присланные султану империей Ко в качестве подарка. Алибаба во время сражения пробуждает силу джинна и материализует оружие. Ему на помощь приходит Морджана. Алибаба добирается до Абмада, но обессиленный, тот приказывает убить Алибабу, но брат Сабмад, защищая Алибабу вмешивается и приказывает не трогать Алибабу. Абмад всё равно продолжает игнорировать Алибабу, как «отброса». |                                                                            |                 |
| 14 | Ответ Алибабы «Арибаба но Котаэ» (アリババの答え)                          | 13 января 2013  |
| Абмад свергнут с престола, однако появляется принцесса Когёку Рэн и узнав о свержении султана, требует, чтобы был немедленно объявлен новый султан. Так как несоблюдение договора с империей Ко, может повлечь за собой войну. Однако Алибаба объявляет о прекращении существовании монархии и её образования в республику, таким образом аннулируя все договоры с империей. Синдбад решает включить республику в альянс семи морей. Принцесса соглашается с таким поворотом событий, и покидает страну. Алибаба публично провозглашает о начале существования республики, однако Касим готовит мятеж. |                                                                            |                 |
| 15 | Ответ Касима «Касиму но Котаэ» (カシムの答え)                              | 20 января 2013  |
| Весь город покрывается тёмным потоком рух. Касим, узнав о том, что Алибаба сверг монархию, всё равно поднимает мятеж, убедив народ в том, что несмотря на то, что монархии нет, её бывших представителей всё равно надо убить. Аладдин в своём сне последний раз встречается с джинном, и отправляет его в особый портал, чтобы Аладдин познал мудрость Соломона. Тем временем Касим и Алибаба сражаются и Касим закалывает себя особым оружием, превратившись в чёрного монстра. |                                                                            |                 |
| 16 | Мудрость Соломона «Соромон но Тиэ» (ソロモンの知恵)                        | 27 января 2013  |
| Касим обращается в тёмного джинна и им овладевает Джудар. Синдбад, рискуя собой пытается ослабить джинна. Меч Алибабы ломается. Однако всем на помощь приходит Аладдин, который теперь приобрёл мудрость Соломона и способен призывать магию, принимающую форму джинна. Город начинает очищаться от чёрной рух. |                                                                            |                 |
| 17 | Улыбка «Эгао» (笑顔)                                                       | 3 февраля 2013  |
| Алибаба продолжает сражаться с Касимом, обращённым в джинна и втягивается внутрь его тела, попадая в параллельную реальность. Там он встречает Касима, и пытается убедить его отпустить ненависть. Касим сначала сопротивляется и рассказывает, что всегда в глубине души ненавидел Алибабу, считая, что он во всём превосходил его, а также, что он на самом деле убил отца, после того, как тот решил сделать из маленькой дочери и сестры Касима новую проститутку. Алибаба в конце концов убеждает Касима оставить свою ненависть и Касим умирает в покое. Город избавляется от чёрной рух и Аладдин призывает духов, чтобы те могли встретится с живыми родственниками. Тем временем продавец оружия пытается сбежать, но его убивает Синдбад со своими защитниками. Из головы продавца выходит змея… |                                                                            |                 |
| 18 | Королевство Синдория «Синдориа О:коку» (シンドリア王国)                    | 10 февраля 2013 |
| Алибаба решает создать временное правительство, однако его кусает змея продавца. К Балбадду приближается флотилия империи Ко. Чтобы не подвергать риску Алибабу, Синдбад усыпляет его и отправляет на корабле на остров Синдории. Синдбад позже возвращается, сказав, что империя Ко взяла экономику Балбадда под свой контроль, но обещает не вмешиваться в политику, также, что таинственный финансовый советник, таинственный торговец оружия и Джудар являются членами чёрной организации Аль-Сармен, чья цель разрушить государства и ввергнуть мир в хаос. Синдбад подбирает Алибабе и Аладдину новых магов-учителей. Само государство Синдория процветает. |                                                                            |                 |
| 19 | Звёздное имя Синдбад «Хоси но на ва Синдобаддо» (ホシの名はシンドバッド)   | 17 февраля 2013 |
| Ямурайха учит Аладдина управлять магией, Синдбад выдаёт Алибабе новый нож, подаренный ему отцом Алибабы. Джинн быстро переселяется в новое оружие. Морджана решает в качестве артефакта использовать свои бывшие кандалы. В Синдорию прибывает корабль империи Ко, так как позже выясняется, что при визите Синдбада в столицу Ко, кто-то похитил принцессу Когёку и положил в кровать спящего Синдбада. Все стали полагать, что пьяный Синдбад похитил принцессу и надругался над её телом ввиду как правило некомпетентного поведения Синдбада в пьяном состоянии. Таким образом, чтобы не посрамить честь принцессы, Синдбад теперь обязан жениться на ней. Однако позже выясняется, что похитил принцессу и подложил в кровать её личный советник, который любыми способами пытался распространить власть империи Ко, и создать ситуацию, чтобы Синдбад был вынужден жениться на её королевском представителе. В результате принц империи публично извинился перед Синдбадом. |                                                                            |                 |
| 20 | Два принца «О:дзи то О:дзи» (王子と皇子)                                   | 24 февраля 2013 |
| Принц империи Ко — Хакурю признаётся, что ненавидит свою империю и намеревается разрушить её, и просит помощи у Синдбада, тот говорит, что принц сначала должен лучше узнать жителей Синдории и решает его познакомить с Алибабой. Тем временем у Алибабы распространяется чёрная метка, оставленная после укуса змеи и из неё выходит дух продавца оружия, который также заражает меткой Синдбада и говорит, что метка наполнит Алибабу и Синдбада чёрным рух, и они переродятся в порочных людей. Никто не знает, как снять метки. Алибаба, с Аладдином, Хакурю, Морджаной и Писти решают отправиться в башню на острове Торана, где обитает джинн, способный лечить всё. Местная девочка просит помощи у главных героев. Главные герои добираются до башни и их затягивает внутрь башни. |                                                                            |                 |
| 21 | Лабиринт Загана «Мэйкю: Дзаган» (迷宮ザガン)                               | 3 марта 2013    |
| Главные герои попадают внутрь башни, где встречают экзотических животных. Позже они попадают в сад джинна, который похищает людей и выращивает из их тел деревья. Джинн заявляет, что ненавидит людей, и поэтому не допустит главных героев до цели. Он разделяет их на 2 группы. Хакурю оказывается самым слабым в ситуации, за что впадает в отчаяние, пытаясь сражаться самостоятельно. В результате когда главные герои снова воссоединяются, Хакурю устраивает истерику, введя в замешательство Джинна и остальных, но соглашается сражаться вместе с Алибабой. |                                                                            |                 |
| 22 | Артефакт огня «Хоноо но Кэндзоку» (炎の眷属)                               | 10 марта 2013   |
| В Синдорию прибывает Джудар, и предупреждает, что организация Аль-Сармен намеревается уничтожить главных героев как главное препятствие на пути их планам. Главные герои узнают, что джинн-цветочник вовсе не настоящий джинн, а огромное растение, созданное джинном. Главным героям грозит смертельная опасность, но всех спасает Морджана, в чей артефакт Амон, джинн Алибабы вселяет магию огня, тем самым пробуждая огненного феникса к кандалах Морджаны, она уничтожает джинна-фальшивку, но сама находится при смерти. Главные герои доходят до вершины башни, но там их встречают члены организации Аль-Сармен: продавец оружия, принцесса Дунья Мусташим и её слуга Исаак которые намереваются убить их. |                                                                            |                 |
| 23 | Боевой клич «Токи но Коэ» (鬨の声)                                         | 17 марта 2013   |
| Принцесса Мусташим превращает себя с помощью артефакта в чёрного джинна и борется с Аладдином. Тем временем Алибаба сражается с её слугой Исааком и разрубает ему конечности. У принцессы тоже иссякает сила и продавец оружия наделяет её новой силой, принцесса таким образом принимает новую и более человеческую форму и Исаак восстанавливает свои конечности. Преимущество теперь снова на стороне врагов. Тем временем на Синдорию нападают другие члены Аль-Сармен. |                                                                            |                 |
| 24 | Падение в порочность «Датэн» (堕転)                                        | 24 марта 2013   |
| Главные герои продолжают бороться с Принцессой Мусташим и Исааком. Исаак отрубает руку Хакурю, который попытался защитить Алибабу. Тем временем Синдбад и 8 генералов сражаются с приспешниками Аль-Сармен. Дунья и Исаак растрачивают свою силу, и Алибаба уничтожает Исаака, который оказывается просто куклой. Продавец оружия, решив, что Дунья теперь бесполезна, закалывает её. Алибаба видит её вспоминания прошлого, полные боли и отчаяния, и его полностью покрывает чёрная метка. В ярости, Алибаба закалывает продавца оружия и перерождается злым в чёрных доспехах. |                                                                            |                 |
| 25 | Алибаба и Аладдин «Арибаба то Арадзин» (アリババとアラジン)                | 31 марта 2013   |
| Алибаба становится одержимым чёрным джинном. С ним сражаются Аладдин, Морджана и Хакурю. Джинн подземелья избирает Хакурю своим новым хозяином. Аладдин проникает в глубину души Аладдин и убеждает его покинуть тьму в своём сердце. Тем временем Синдбад и 8 генералов удачно вытесняют своих врагов и уничтожают чёрную массу, которая могла поглотить Синдорию. Синдбад уничтожает Иснана. Но его часть осталась в душе Алибабы. Он рассказывает, что когда то служил Соломону, но основав свою армию тьмы, разрушил королевство. Его бывшие товарищи превратились в джиннов. Аладдин очищает Иснана и отправляет его дух к Соломону. Заключённые из подземелья освобождаются. Алибаба и Аладдин теперь должны идти своими путями, но это не значит, что они разлучились навсегда. |                                                                            |                 |

### Второй сезон
| 01 | Предчувствие путешествия «Табидати но ёкан» (旅立ちの予感) | 6 октября 2013 года  |
| Заган покорён, Синдория ликует. Хакурю хочет покинуть страну. Синдбад рассказывает Аладдину о маги Юнане и Шахерезаде. Когёку не хочет возвращаться на родину, желая быть с Синдбадом, который заигрывает с принцессой, понимая, что она может стать козырем для дальнейшего влияния на империю Ко. Хакурю тренируется с Морджаной, но не может привыкнуть к деревянной руке. Принцесса Мусташим приходит в себя, но внезапно по её телу начинает распространяться чёрная рух. Аладдин спасает её, но состояние принцессы ухудшается. |                                                            |                      |
| 02 | Отплытие «Табидати» (旅立ち)                               | 13 октября 2013 года |
| Аладдин хочет в одиночку отправиться в Магноштадт, чтобы обучаться магии и также объявил, что в будущем сделает Алибабу королём, на деле он хочет узнать тайну тёмного сосуда. Масрур тренирует Морджану и рассказывает о родине. Синдбад устраивает поединок Когёку и побеждает. Когёку решает вернуться на родину. Тем временем состояние Дуньи Мусташим ухудшается и она на глазах у Аладдина умирает. Хакурю и Когёку рассказывают о своём прошлом и семье. Алибаба решает дружить к Когёку. |                                                            |                      |
| 03 | Плавание «Сюкко:» (出航)                                   | 20 октября 2013 года |
| Аладдин должен отправиться в Магноштадт. Морджана и Хакурю решают его временно сопровождать на Корабле до королевства Актии, где их пути разойдутся, а Морджана отправится на тёмный континент в поисках своего племени. В корабль тайно пробирается Алибаба, который хочет сделать сюрприз, однако другие ребята знают о его присутствии и разыгрывают спектакль, будто им совершенно безразличен Алибаба, что ввергает в уныние второго. Позже Алибаба объясняет, что отправился с ними, чтобы обучиться искусству сражения у Гладиаторов империи Рем. Когда корабль доплывает до берегов королевства Актии, на них нападают разбойники. |                                                            |                      |
| 04 | Пираты «Кайдзоку» (海賊)                                   | 27 октября 2013 года |
| Главные герои проигрывают сражение с пиратами, так как побоялись навредить им по той причине, что пираты оказались детьми. Они похищают Аладдина. Главные герои отправляются в город на берегу и узнают, что пираты также похитили детей у местных жителей. А солдаты ничего не предпринимают, чтобы поймать злоумышленников под благовидным предлогом того, что им надо защищать границы от вторжения Магноштадта. Тем временем Аладдин попадает в базу пиратов, где узнаёт, что все дети-пираты являются пленёнными магией Омм Мадоры, которая похищает их, предлагая «материнскую любовь» и еду. Главные герои штурмуют пиратскую базу. |                                                            |                      |
| 05 | Мать «Хаха» (母)                                           | 3 ноября 2013 года   |
| Главные герои успешно противостоят детям-пиратам и сталкиваются с Омм Мадорой. Она применяет магию против Аладдина, Хакурю и Морджаны, используя силу материнской любви. Она видит в этом прекрасную возможность управлять будущими правителями. Хакурю попадает под влияние магии и нападает на Аладдина с Морджаной. |                                                            |                      |
| 06 | Добрый человек «Ясасии хито» (優しい人)                    | 10 ноября 2013 года  |
| Главным героям удаётся противостоять Хакурю и одержать победу над Мадорой. Она и прочие дети-пираты доставлены в плен к солдатам королевства Актии. Местные жители преисполнены гневом, что их дети были похищены, и хотят устроить самосуд над Мадорой. Их останавливает Хакурю, который неожиданно для всех обезглавливает Мадору. Хакурю объясняет это тем, что он вспомнил, что она ненавидит свою мать, которая причастна к убийству его отца и родных братьев с сёстрами. Таким образом чары, наложенные на Хакурю, только обратили его против Мадоры. Дети-пираты всё ещё оставались преданные Мадоре и могли в любой момент стать одержимыми чёрной рух. Аладдин убеждает их идти собственным путём. Дети отправляются в Синдорию. Хакурю признаётся в любви Морджане и просит её руки, но та отказывается. Хакурю хочет отправиться в Ко, чтобы убить свою мать, но Алибаба пытается отговорить его от этой идеи. |                                                            |                      |
| 07 | Встреча! Коха Рэн! «Рэн Ко:ха то:дзё:» (練紅覇登場)        | 17 ноября 2013 года  |
| Морджана и Алибаба вместе держат путь по морю, но Аладдин покидает их, чтобы отправиться в Магноштадт. Он попадает в повозку, где находится принц империи Рем, спрятанный за занавесом. На повозку внезапно нападают разбойники, но принц Коха быстро с ними расправляется. Аладдин видит, что принц владеет сосудом джинна. Коха заводит разговор с Аладдином, позже они добираются до границ Магноштадта, где Аладдин должен пройти проверку у стражей и не выдать свою сущность маги. |                                                            |                      |
| 08 | Дни тренировок! «Токкун но хиби» (特訓の日々)              | 24 ноября 2013 года  |
| Аладдин, вынужденный использовать только собственную магой, получает низший ранг волшебника — шестой кодор. Он попадает в класс учительницы Майерс, которая в течение месяца подвергает своих учеников жёстким тренировкам без какой-либо магии. Аладдин становится новым соседом по комнате для Сфинтуса, который сначала высокомерно глядел на Аладдина, как ученика низшего ранга, но позже стал относиться к нему более лояльно, видя целеустремлённость и трудолюбие мальчика. Через месяц большинство учеников добровольно отказываются учиться у Майерс и остаются только 6 учеников, включая Аладдина. Они обнаруживают, что сила их магии увеличилась многократно, и это была напрямую связано с физическими тренировками. Аладдин сдаёт экзамен и сразу оказывается в первом кодоре. Тем временем Алибаба попадает в империю Рем.                                                                                |                                                            |                      |
| 09 | Империя Рэм «Рэ:му тэйкоку» (レーム帝国)                   | 1 декабря 2013 года  |
| 10 | Верховная жрица «Сайко: сисай» (最高司祭)                  | 8 декабря 2013 года  |
| 11 | Великий каньон «Дайкэйкоку» (大渓谷)                       | 15 декабря 2013 года |
| 12 | Новый император «Аратанару ко:тэй» (新たなる皇帝)          | 22 декабря 2013 года |
| 13 | Тит Алексий                                                | 29 декабря 2013 года |
| 14 | Скрытые Граждане                                           |                      |
| 15 | Страна волшебников                                         |                      |
| 16 | Оставшаяся жизнь                                           |                      |
| 17 | Объявление Войны                                           |                      |
| 18 | Военная мощь Рэма                                          |                      |
| 19 | Настоящий Маги                                             |                      |
| 20 | Bоссоединение                                              |                      |
| 21 | Король                                                     |                      |
| 22 | Что вы хотите защитить                                     |                      |
| 23 | Джинн Войны                                                |                      |
| 24 | Время Разрушения                                           |                      |
| 25 | C приездом                                                 |                      |

## Критика
Сериал получил в основном положительные отзывы. Представитель сайта Anime News Network отмечает, что самое начало сериала получилось в типичном жанре голливудского фантастического мира ближнего востока, в частности есть много общего с фильмами 40-х годов, например Багдадским вором. Однако, когда главные герои попадают в башню, то сюжет уже больше приближается к видео-игре. После того, как главные герои выбираются из башни, атмосфера радикально меняется, когда один из главных героев оказывается на дальнем востоке в племени, наподобие монголов, которое стремится защитить свою свободу от натиска империи наподобие феодального Китая. Здесь уже сюжет отдаляется от фантастики, приближаясь к людской жесткости и войне, из-за чего зритель падает из мира арабской фантастики в грязный реализм. Тем не менее сюжет всё равно остаётся захватывающим.
По словам Бамбу Донга, сериал получился очень увлекательным. Сюжетная линия получилась не запутанной, полной энтузиазма. Главный герой хотя со стороны кажется лишь маленьким простым мальчишкой, ему предстоит найти ответы на сложные вопросы, связанные с человеческими пороками, классовой дискриминацией и другое. Видно, что манга изначально ориентировалась на подростковую аудиторию, однако и взрослые имеют возможность насладиться просмотром сериала.